# Кабинет Джеймса Мэдисона
Кабинет Джеймса Мэдисона — администрация 4-го президента США Джеймса Мэдисона управляющая Соединёнными Штатами Америки с 4 марта 1809 по 4 марта 1817.

## Приход к власти Мэдисона
На президентских выборах в США 1808 года кандидат от Демократическо-республиканской партии Джеймс Мэдисон одержал победу над претендентом от Федералистской партии Чарльзом Пинкни. Джеймс Мэдисон был государственным секретарём в администрации президента Томаса Джефферсона. Чарльз Пинкни уже представлял Федералистскую партию на предыдущих выборах 1804 года. Джордж Клинтон, второй кандидат от Демократическо-республиканской партии, получил голоса республиканцев, выступавших против Мэдисона и опять стал вице-президентом США.
Коллеги Джефферсона по партии, которые называли себя теперь демократами-республиканцами, выдвинули кандидатом на пост президента Джеймса Мэдисона. И вновь федералисты не смогли противостоять популярности соратников Джефферсона, получивших в результате 70% голосов выборщиков.

## Формирование Кабинета
4 марта 1809 года состоялась инаугурация президента Мэдисона, а уже 6 марта был назначен новый государственный секретарь США Роберт Смит — бывшего до этого военно-морским министром США в кабинете Джефферсона. министр финансов Альберт Галлатин сохранил свой пост в новом кабинете. 7 марта военным министром стал врач и бывший член Палаты Представителей от Массачусетса Уильям Юстес. Генеральный прокурор Сизар Август Родни, также сохранил свой пост. И только 15 мая был назначен новый военно-морской министр Пол Гамильтон, вместо ушедшего Смита. Таким образом весь кабинет был окончательно сформирован.

## Изменения в составе Кабинета

### Первая администрация Мэдисона
Кабинет Мэдисона не отличался особой стабильностью, и перестановки начались уже через два года после сформирования кабинета. Первой отставкой в кабинете Мэдисона стала отставка государственного секретаря Смита 1 апреля 1811 года. В апреле 1811 года Мэдисон издаёт «Меморандум о Роберте Смите», в котором перечислялись все недостатки Смита на посту государственного секретаря: он поставил под сомнение его лояльность, нескромность при переговорах с Великобританией и многое другое. Наследующий день 2 апреля пост государственного секретаря США занимает Джеймс Монро, который занимает этот пост всё оставшееся президентство Мэдисона.
5 декабря 1811 года в отставку подаёт генеральный прокурор Сизар Родни, который участвовал в судебном процессе над бывшем вице-президентом Аароном Бёрром обвиняемым в измене. Отставка была вызвана тем, что дело об измене передали в Верховный суд США. Преемником Родни стал бывший посол США в Великобритании и член Сената Мэриленда Уильям Пинкни.
20 апреля 1812 года, незадолго до начала англо-американской войны, в возрасте 72 лет умирает вице-президент Клинтон, ставшим тем образом первым вице-президентом умершим на своём посту.

### Вторая администрация Мэдисона
С началом, в июне 1812 года, англо-американской войны кабинет стал ещё более не стабилен, плюс к этому добавились приближающиеся президентские выборы 1812 года.
Президентские выборы в США 1812 года проходили на фоне начавшейся англо-американской войны и Наполеоновских войн в Европе. На них кандидат от Демократическо-республиканской партии президент Джеймс Мэдисон был переизбран на второй срок. Он одержал победу над ДеВиттом Клинтоном, сыном бывшего вице-президента и видного республиканца Джорджа Клинтона, ставшего претендентом от Федералистской партии. Вице-президентом стал Элбридж Герри.
31 декабря 1812 года подаёт в отставку военно-морской министр Гамильтон, из-за того что Конгресс враждебен, а президент равнодушен к его идеям об укреплении и усилении военно-морского флота. Его преемником стал 19 января 1813 года бывший конгрессмен от Пенсильвании Уильям Джонс. К этому добавилось, что 13 января 1813 года в отставку подаёт военный министр Юстес, и в тот же день его сменяет бригадный генерал Джон Армстронг младший. 
8 февраля 1814 года формально в отставку подаёт Альберт Галлатин, не исполнявший обязанности министра финансов с мая 1813 года, когда занимался англо-американским переговорами в Санкт-Петербурге, а позднее в Генте, где подписал мирный договор. Его преемником 9 февраля стал Джордж Кэмпбелл, но уже 5 октября того же года подал в отставку из-за проблем со здоровьем. Уже 6 октября преемником Кэмпбэлла стал Александр Даллас — друг Галлатина. Война почти разорила федеральное правительство ко времени, когда Даллас сменил министром финансов. Даллас реорганизовал вверенное ему министерство, вернул в профицит государственный бюджет, отстаивал создание Второго банка Соединенных Штатов, и оставление в стране металлической денежной системы. 
9 февраля 1814 года в отставку подаёт генеральный прокурор Уильям Пинкни, чтобы отправиться на войну, в чине майора, где он будет участвовать в битве при Блэйденсберге, в Мэриленде, в августе 1814 года. 10 февраля его преемником на посту генерального прокурора стал близкий друг и советник Мэдисона Ричард Раш, который занимал пост до конца президентства Мэдисона.
27 сентября 1814 года в отставку уходит военный министр Армстронг и его преемником в тот же день становится Джеймс Монро, который занимает пост военного министра до 2 марта 1815 года. 1 октября 1814 года Монро уходит с поста государственного секретаря, чтобы сосредоточиться на работе в военном министерстве, однако преемник ему не был назначен и он исполнял обязанности и государственного секретаря, официально вернувшись на этот пост 2 марта 1815 года.
23 ноября 1814 года умирает вице-президент Элбридж Герри, ставший таким образом вторым вице-президентом умершим в должности и вторым умершим при Мэдисоне.
1 декабря 1814 года в отставку подаёт военно-морской министр Уильям Джонс, его преемник был назначен только через полтора месяца 16 января 1815 года — Бенджамин Крауниншилд, который занял пост в конце англо-американской войны и руководил переходом к мирной жизни. Он способствовал внедрению нового Совета уполномоченных административной системы и строительству нескольких линейных кораблей, которые стали костяком намного расширенного флота.
После отставки Монро с поста военного министра 2 марта 1815 года, пост был вакантен до 1 августа 1815 года, когда его занял Уильям Кроуфорд, бывший до этого послом США во Франции. Со 2 марта 1815 года по 1 августа 1815 года министр финансов Даллас исполнял обязанности военного министра. 
21 октября 1816 года в отставку подаёт министр финансов Даллас, и его преемником на следующий день становится Уильям Кроуфорд, ушедший с поста военного министра, это была последняя перестановка в кабинете Мэдисона. Пост военного министра был вакантен в течение года и был замещён только следующим президентом Монро в октябре 1817 года.